# Mladi Istranin
Mladi Istranin hrvatski je časopis za djecu i mladež. Izlazio pod različitim imenima u Puli, Opatiji, Trstu i Zagrebu.

## Povijest
List je prvo izlazio pod imenom Mladi Istran,a pokrenuo ga je Josip Antun Kraljić. Izlazio je kao povremenik od 1906. do 1909. godine. Zatim je promijenio mjesto izlaženja. Pod istim imenom 1909. izlazio je u Opatiji, a uređivali su ga Viktor Car Emin i Rikard Katalinić Jeretov. Godine 1910. list je promijenio ime u Mladi Hrvat. Prešao je u mjesečni ritam izlaženja do sredine 1914. kada je zbog rata ugašen. Tih godina s listom je surađivao i Vladimir Nazor. Obnovio je izlaženje 1922. godine pod imenom Mladi Istranin. Novo mjesto izlaska je Trst, a država u kojoj je izlazio više nije bila Austro-Ugarska, nego Italija. List je uređivan u odvjetničkom uredu Mirka Vratovića gdje su se uređivali još neki hrvatski listovi. Ritam izlaženja bio je dvotjedan do 1928. godine. Te godine zabranjen je hrvatski tisak u Kraljevini Italiji, pa je zabranjen i Mladi Istranin. Ponovno izlaženje potaknuo je Ernest Radetić: u Zagrebu je od ožujka 1930. godine 12 godina ponovno izlazio časopis za djecu Mali Istranin. Urednici su mu Ernest Radetić i Josip Antun Kraljić. Političke prilike mijenjaju se i od listopada 1940. do ožujka 1941. izlazio je pod imenom Mali rodoljub.
Poznati pisci za djecu objavili su radove u ovom listu. Sadržaj su bili književni i rubrike za zabavu (svaštice, smješice, stripovi, zagonetke). Više su bili odgojne vrijednosti nego književne.